# Milagros Correch
Milagros Correch (1991, Villa Urquiza, Buenos Aires), más conocida como Milu, es una muralista argentina reconocida a nivel internacional por sus murales e ilustraciones realizados a grandes escalas. Sus obras son visibles en diferentes ciudades de Argentina y del mundo.
En 2017, una de sus obras realizada en un barrio de la ciudad de Quilmes fue reconocida como uno de los siete mejores murales del mundo por el sitio especializado Street Art Today de Holanda.

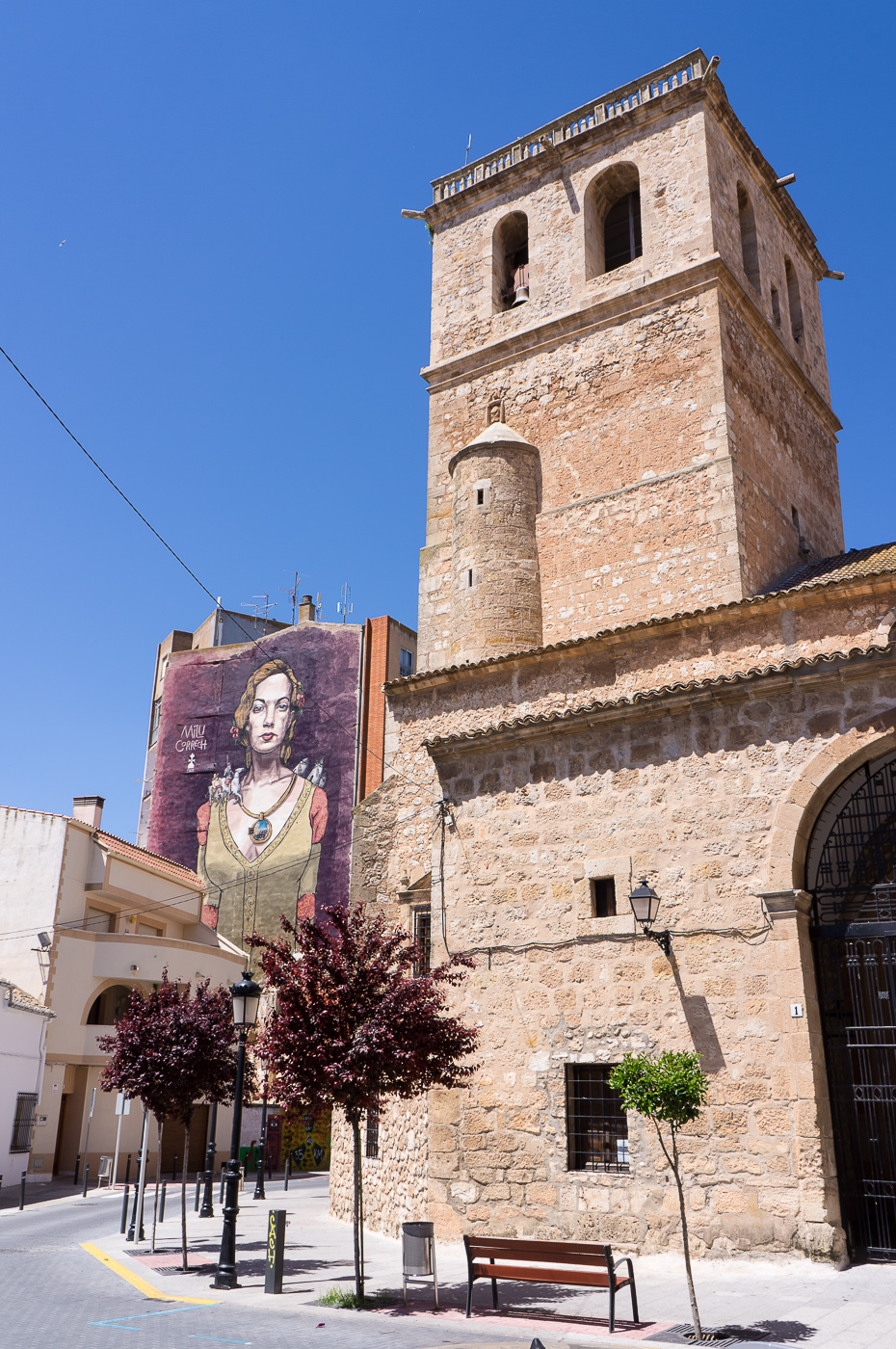
Dulcinea (2013)

## Trayectoria
Comenzó su carrera como artista en 2012 cuando pintó su primer gran mural en las calles de Buenos Aires. El año siguiente, colaboró con el proyecto "Construir un Lugar Mejor Sin Destruir Los que Tenemos" dirigido a regenerar los paisajes urbanos con arte callejero y el resultado de su participación fue la inmensa obra sobre el personaje de Cervantes, Dulcinea, ubicada en Quintanar de la Mancha, España.
En 2015, exhibió sus dibujos y grabados en Roma, Italia, donde además realizó la intervención pública de la obra titulada "Discípulos de Peter Pan", niños superagentes, redimiendo a adultos del absurdo. Ese mismo año fue invitada a crear murales en varias ciudades de España, Alemania y Bélgica.
En 2016 además de pintar murales en Buenos Aires, pintó en diferentes ciudades de Suecia e Italia.
En 2017, Milagros Correch fue invitada a participar del Circuito Urbano de Arte para realizar un mural en el marco del aniversario 120 de la ciudad de Belo Horizonte, Brasil. De ello resultó la obra titulada ”Ajo Y Vino“ que muestra a dos mujeres desnudas con máscaras bailando en frente de botellas de vino, rodeadas de cuervos. Esta obra se encuentra en un edificio de 28 pisos de altura por lo que se constituyó en una de las más altas de América Latina.
En 2018, participó del Festival Internacional de Graffiti y Arte Urbano en Campobasso, Italia, pintando una obra tributo a Hécate, diosa de las brujas, hechicerías, de la noche, de la luna, los fantasmas y la nigromancia.

## Obra

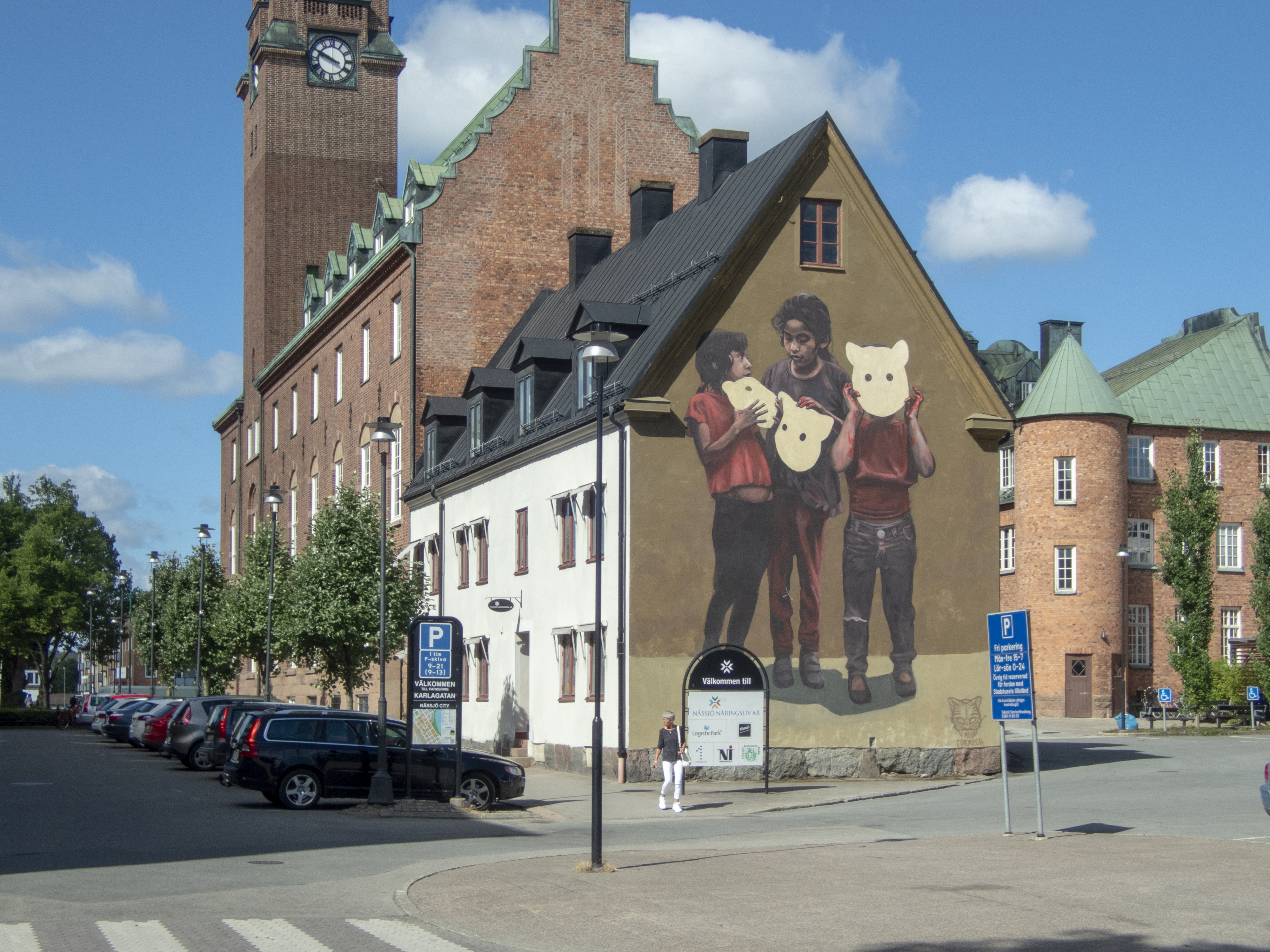
Máscaras, (2016) muro en Nässjö, Suecia

Sus murales son pintados con la técnica de diseño, rodillo, pincel y cuadrícula.  Los temas de sus obras se centran principalmente en figuras mitológicas y antropomórficas, en las que se fusionan iconografías de América Latina, clásicas y antiguas con personajes de mitos modernos.
- Hécate (2018): Diosa de brujas y janare. Campobasso, Italia.

- Johanne r & Kirti (2018): Johanne Pedersdatter & Kirsti Sørensdatter quemadas como brujas. Stavanger, Noruega.
- Conjuro contra inseguridades (2018): Representación de las brujas, mujeres con potencia y conocimientos medicinales. Berazategui, Buenos Aires, Argentina.
- Conjuro contra la corona (2018): Escocia.
- Después del Aquelarre (2018): Escocia.
- C10 (2018): Muro en Rabat, Marruecos.

- Óxido (2017): Quilmes, Buenos Aires, Argentina.
- Plaga (2017): Recale, Italia.
- Pasillo (2017): Airola, Italia.
- Fiat 126 (2017): Sapri, Italia.
- Abrazo (2017): Ahtopol, Bulgaria.
- Hecha la ley (2017): Muro en residencia de ancianos. Helsinki, Finlandia.
- Cortejo (2017): Muro basado en la poesía "Cortejo" de Cristina Peri Rossi. Buenos Aires, Argentina.
- Trabajos de Costura (2017): Muro en Barrio La Habana, Villa Marteli, Buenos Aires, Argentina.
- Yeresadé (2017): Muro en Los Piletones, Villa Soldati, Buenos Aires, Argentina.
- Las flautistas de Lioni (2017): Lioni, Italia.
- Empoderada y poderosa (2016): Buenos Aires, Argentina.
- Cara de Piedra (2016): Bromolla, Sucecia.
- Cría Cuervos (2016): Muro en Halmstad, Suecia.
- Nudo (2016): Bonito, Italia.
- Kosmo (2015): Mural realizado junto a Mariela Arjas. Louvain La-neuve, Bélgica.
- Libro (2015): Mural realizado en Isla Maciel, Buenos Aires, Argentina.
- Arbol (2015): Sapri, Italia.
- Alicia Duerme (2015): Bélgica.
- Aunque vengan los lobos (2015): Mural realizado para Memoria Urbana, Arce, Italia.
- Máscara (2015): Salamanca, España.
- Yoshimoto (2015): Girona, España.
- Discípulos de Peter Pan (2015): Roma, Italia.
- Juguetería (2014): Mural realizado para la Galería Urbana de Salamanca, España.
- El lobo no está (2014): Mural realizado en Buenos Aires, Argentina.
- Literatura (2014): Mural realizado en Mendoza, Argentina.
- Cuervo (2014): Mural realizado para el Street Art Today, Ámsterdam, Holanda.
- Marionetas (2014): Mural realizado junto a Diego Cirulli. Zwickau, Alemania.
- Reina y Hermanas (2014): Buenos Aires, Argentina.
- Dulcinea Duerme (2013): Quintanar de la Orden, España.